# Ellen Hansell
Ellen Forde Hansell Allerdice (født 18. september 1869 i Philadelphia, Pennsylvania, USA, død 11. maj 1937) var en kvindelig tennisspiller fra USA, som er bedst kendt for at være den første vinder af det amerikanske mesterskab i tennis i 1887. Det følgende år tabte hun i udfordringsrunden til Bertha Townsend.
Hun blev vandt ind i International Tennis Hall of Fame i 1965.